# Srđa Trifković
Srđa Trifković (Cirílico serbio: Срђа Трифковић; n. 19 de julio de 1954) también conocido como Srdja Trifković y Serge Trifkovic, es un escritor serbio-estadounidense sobre asuntos internacionales y editor de asuntos exteriores para la revista paleoconservadora Chronicles. Fue director del Centro de Asuntos Internacionales del Rockford Institute hasta su renuncia el 31 de diciembre de 2008. Trifković fue un portavoz no oficial del gobierno de la República Srpska en la década de 1990  y exasesor del presidente serbio Vojislav Koštunica y el presidente de la República Srpska Biljana Plavšić.
Trifković es el autor de muchos libros, entre los que se encuentra Sword of the Prophet, un libro sobre la historia, las doctrinas y el impacto del Islam en el mundo. Comenta sobre la política balcánica y es columnista habitual de varias publicaciones conservadoras en los Estados Unidos.

## Biografía

### Estudios
Trifković obtuvo un B.A. con honores en Relaciones Internacionales de la Universidad de Sussex en 1977 y otro, en Ciencias Políticas, de la Universidad de Zagreb en 1987. Desde 1990 tiene un doctorado en historia moderna de la Universidad de Southampton cuya tesis se titula The Ustaša Movement & European Politics, y en 1991-1992 realizó una investigación postdoctoral con una subvención del Título VIII del Departamento de Estado de los Estados Unidos como investigador visitante en la Hoover Institution de la Universidad de Stanford en California.

### Carrera
A partir de 1980, fue locutor de radio de BBC World Service y Voice of America y más tarde un corresponsal que cubría el sudeste de Europa para U.S. News & World Report y Washington Times, mientras, además, fue editor de la revista Duga de Belgrado. En 1994-95 actuó como "portavoz no oficial" del gobierno serbio de Bosnia (mientras prefería describirse a sí mismo como un "analista de asuntos de los Balcanes con estrechos vínculos con los serbios de Bosnia"). Ha publicado artículos de opinión y comentarios en The Times of London, San Francisco Chronicle, The American Conservative, Philadelphia Inquirer y The Alternative Right. Ha sido comentarista en numerosos programas de radio y televisión nacionales e internacionales, incluidos MSNBC, CNN, CNN International, Sky News, BBC Radio 4, BBC World Service y CBC. Ha contribuido a Liberty, el periódico del Consejo de Defensa Nacional de Serbia de América.
Ha sido profesor adjunto en la Universidad de St Thomas en Houston, Texas (1996–1997) y, en agosto de 1997, se unió a la facultad de Rose Hill College en Aiken, Carolina del Sur. Ha trabajado como consultor político para Aleksandar Karađorđević, Príncipe Heredero de Serbia, y para el expresidente yugoslavo Vojislav Koštunica, como asesor de Biljana Plavšić y como representante no oficial de la República Srpska en Londres .
En febrero de 2000, testificó ante la Cámara de los Comunes de Canadá sobre la situación en los Balcanes. En julio de 2000 participó en una sesión informativa del Congreso organizada por el representante Dennis Kucinich.
En enero de 2003, Stephen Schwartz publicó un artículo en la revista Frontpage que acusó falsamente a Trifković de apoyar a Slobodan Milošević. La revista publicó una disculpa. En marzo de 2003, testificó como testigo de defensa de Milomir Stakić en su juicio ante el Tribunal Penal Internacional para la ex Yugoslavia. Más tarde, Stakić fue declarado culpable de exterminio, asesinato y persecución (pero absuelto de genocidio) y sentenciado a 40 años de prisión.
En junio de 2006, fue una de las dos docenas de personas que presentaron trabajos en un simposio sobre el Holocausto en Yugoslavia, 1941-1945, coorganizado por dos instituciones serbias y celebrado en el Centro Yad Vashem en Jerusalén. En septiembre de 2008, testificó como testigo de la defensa de Ljubiša Beara en el juicio de Popović y compañía. Más tarde, Beara fue condenado por genocidio, exterminio, asesinato, persecución y condenada a cadena perpetua.
En agosto de 2011, respondiendo a la afirmación de que su trabajo inspiró al asesino noruego Anders Behring Breivik, Trifković rechazó la idea de que su trabajo fuera la base de las acciones de este "psicópata narcisista trastornado mentalmente" más de lo que los "Beatles han inspirado Charles Manson ".
En 2013 testificó en nombre de Radovan Karadžić. Trifković negó ser un ex portavoz de Karadžić en un momento en que era periodista y analista que informaba sobre las actividades de Karadžić.
También es profesor en la Facultad de Ciencias Políticas de la Universidad de Banja Luka en Bosnia y Herzegovina.

## Visión sobre el islam
Trifković es el autor de La espada del profeta: La guía políticamente incorrecta del Islam, un libro sobre la historia y los principios del Islam que identifica el surgimiento del fundamentalismo islámico como el mayor peligro para los valores occidentales desde el final de la Guerra Fría. Según James Bissett, exembajador de Canadá en Yugoslavia y asociado cercano de Trifković, Trifković ve la fuente de esta amenaza en ausencia de separación de la iglesia y el estado bajo el islam, porque el islam es una forma de vida, los musulmanes deben subordinarse a las enseñanzas de Alá y vivir como miembros de la comunidad islámica total, poniendo en duda su capacidad de dar su lealtad política a un estado no musulmán. Trifković considera que este es un tema particularmente importante para los países de Europa occidental, con una población de más de 50 millones de musulmanes, y los Estados Unidos (aproximadamente 3.3 millones).

## Trabajos

### Filomografía
- The Weight of Chains (documental-entrevista)
- Islam: What the West Needs to Know

### Libros
- «Rivalry between Germany and Italy in Croatia, 1942-1943». The Historical Journal (Cambridge University Press) 36 (4): 879-904. December 1993.
- Ustasa: Croatian separatism and European politics, 1929-1945, London (1998); ISBN 1-892478-00-5
- The Sword of the Prophet: The politically incorrect guide to Islam: History, Theology, Impact on the World, Boston, Regina Orthodox Press (2002); ISBN 1-928653-11-1
- Defeating Jihad: How the War on Terrorism May Yet Be Won, In Spite of Ourselves, Regina Orthodox Press (2006) ISBN 978-1928653264
- The Krajina Chronicle: A History of Serbs in Croatia, Slavonia and Dalmatia, The Lord Byron Foundation, (2010) ISBN 978-1892478108